# Louis Maeterlinck

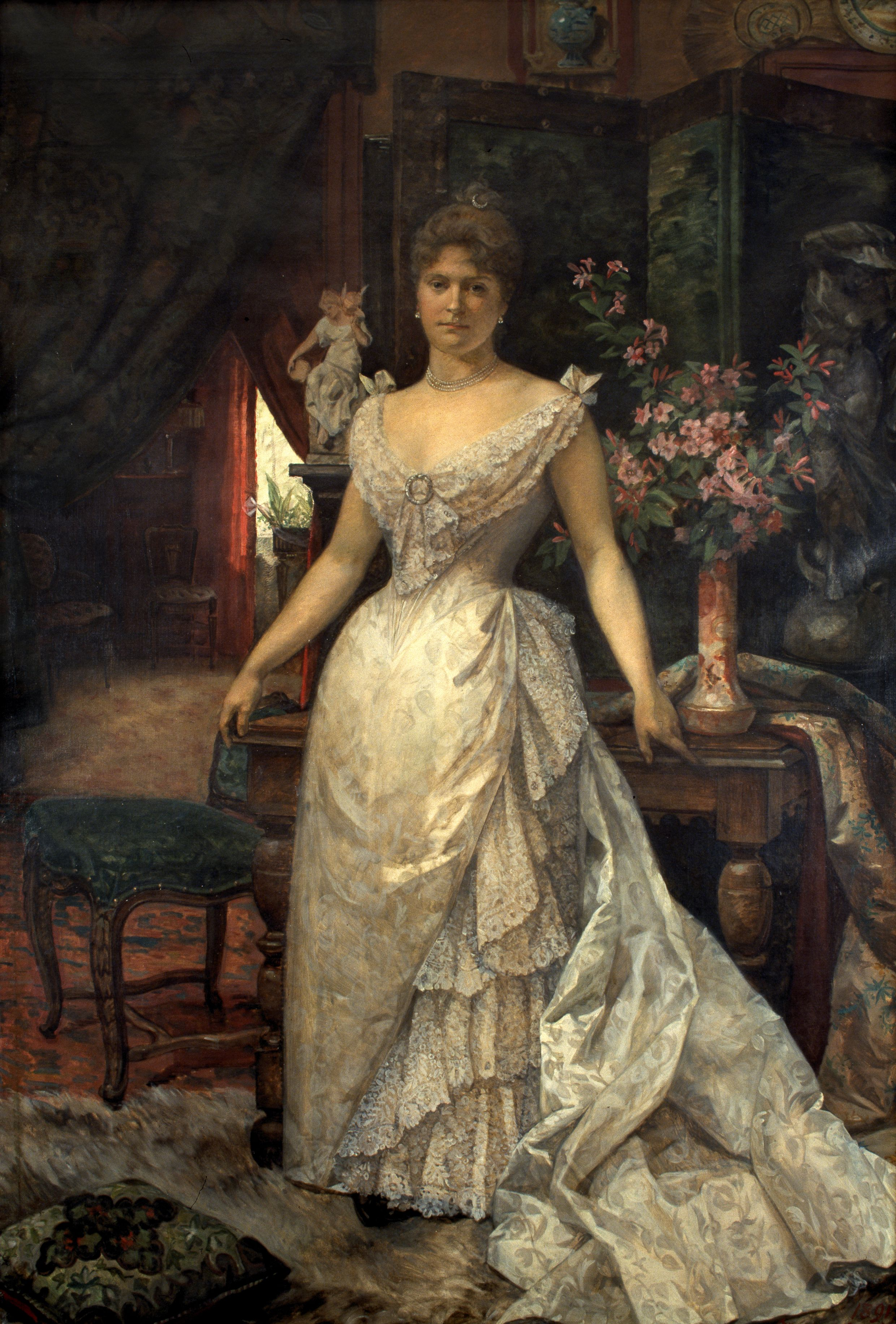
Portret van Adelaïde Lefebvre, de vrouw van de kunstenaar.

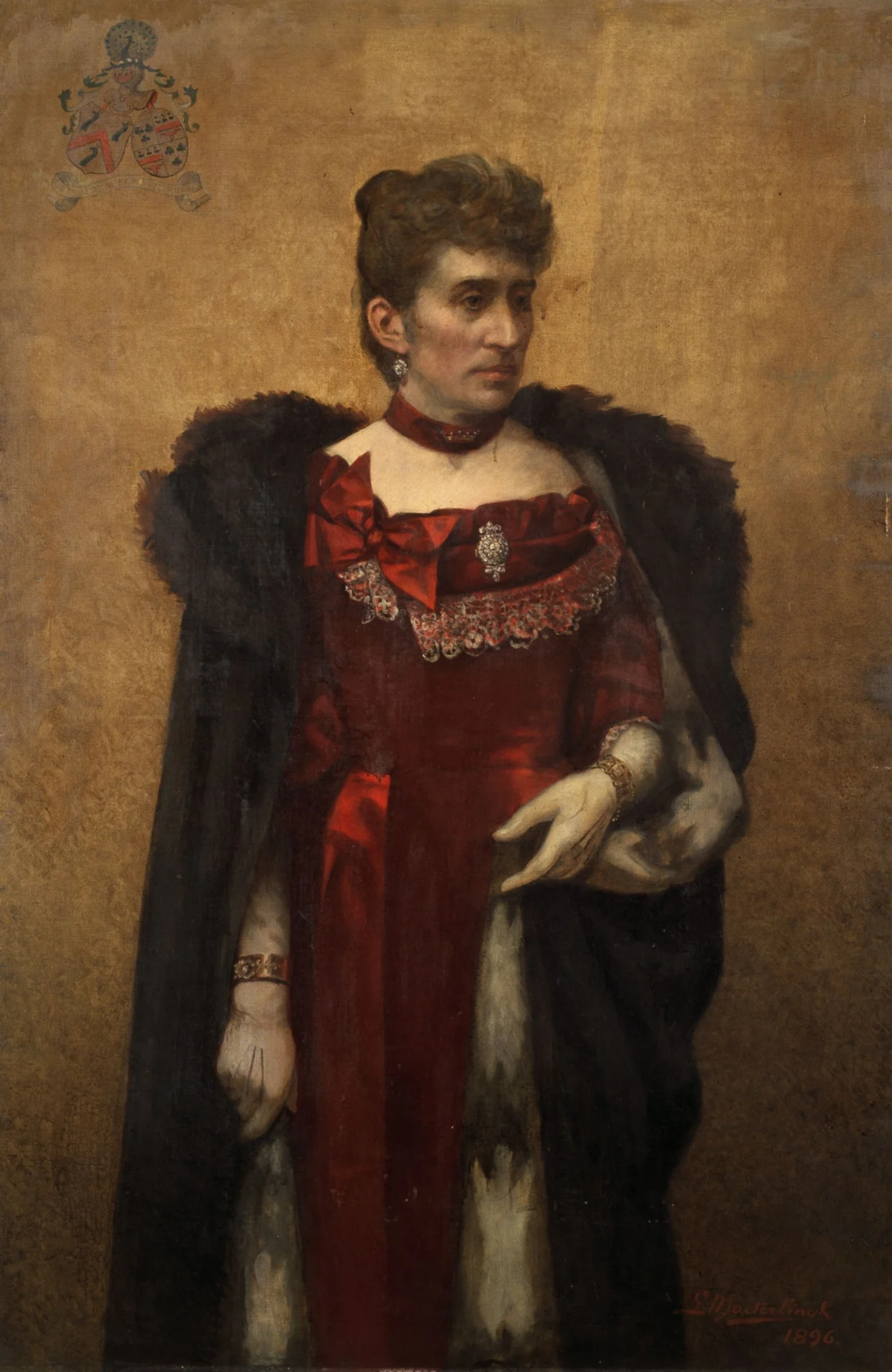
Portret van barones Marie-Ludwine De Pauw-Schellekens

Louis Maeterlinck (1846-1926) was een Belgisch portretschilder en kunsthistoricus.
Hij was gehuwd met beeldhouwster Adelaïde Lefebvre (1860–1940) en woonde in Gent, het paar trouwde in 1890.
Maeterlinck was lid van de Société Royale pour l'Encouragement des Beaux-Arts (1880-1900), bestuurder van de Cercle Artistique et Littéraire (1888-1900) en werd in 1896 aangesteld als conservator van het Museum voor Schone Kunsten in Gent. Bij koninklijke besluit van 25 juni 1894 werd hij benoemd tot lid van de commissie kunsten en muziek, op voordracht van minister Leon De Bruyne voor de Wereldtentoonstelling van 1894 (Antwerpen).
Verschillende van zijn portretten worden in Gent bewaard, waaronder een portret van Koningin Marie-Henriette uit 1889. Hij schreef ook een kritisch werk Le genre satirique, fantastique et licencieux dans la sculpture flamande et wallonne (1910). Ook trachtte hij de zogenaamde Meester van Flémalle in 1913 te identificeren, samen met Nabur Martins. Hij had een gekende verzameling met oude meesters, waaronder Ecce Homo van Jheronimus Bosch.

## Werken
- La pénétration française en Flandre : une École Préeyckienne inconnue.
- Quel est l'état de nos connaissances sur Roger van der Weyden?[3]
- Hubert van Eyck et les peintres de son temps.[4]
- L'Énigme des primitifs français; Maison d'Édition I. Vanderpoorten, 1921.[5]